# 西浦聡生
西浦"ウィッキー"聡生（にしうら"ウィッキー"あきよ、1983年8月8日 - ）は、日本の男性総合格闘家。長崎県東彼杵郡出身。KRAZY BEE所属。

## 来歴
2005年5月29日、ウィッキー聡生のリングネームでプロ修斗デビュー。中村浩士にKO勝ち。
2006年10月14日、修斗ライト級（-65kg）新人王決定トーナメント決勝で石澤大介に判定勝ちし、新人王獲得。
2006年12月25日、修斗で田村彰敏と対戦し、0-3の判定負け。
2007年3月16日、修斗で門脇英基と対戦し、2-1の判定勝ち。
2008年2月11日、CAGE FORCE初出場となったCAGE FORCE EX -eastern bound-のフェザー級王座決定トーナメント1回戦でキム・ジョンマンと対戦し、パウンドでKO勝ち。
2008年9月27日、CAGE FORCE 08の初代フェザー級王座決定トーナメント準決勝で孫煌進と対戦し、3-0の判定勝ち。12月6日、CAGE FORCE 09のトーナメント決勝で星野勇二と対戦し、0-3の判定負け。準優勝に終わった。

### DREAM
2009年3月8日、DREAM初出場となったDREAM.7のフェザー級（-63kg）グランプリ1回戦でエイブル・カラムと対戦し、0-3の判定負けを喫した。この試合からリングネームを西浦"ウィッキー"聡生に変更した。
2009年7月10日、オーストラリアで開催されたShooto Australiaでグスタヴォ・ファルシローリと対戦し、0-2の判定負けを喫した。
2009年10月14日、DREAMの記者会見で「DREAM海外武者修行シリーズ第1弾」としてDREAMのバックアップを受け水野竜也とともにマット・ヒュームの主宰するAMCパンクレイションでトレーニングすることが発表された。
2010年5月29日、ケージ開催となったDREAM.14で所英男と対戦し、右フックから追撃のパウンドでTKO勝ち。
2010年9月25日、DREAM.16で石田光洋と対戦し、1-2の判定負けを喫した。
2010年12月31日、Dynamite!! 〜勇気のチカラ2010〜で初のキックボクシングを行い、K-1王者の大和哲也とK-1ルールで対戦し、全体を通して大和よりも大きなパンチを多く当てて印象を取るも、0-1の判定でドローとなった。
2011年5月29日、DREAM JAPAN GPで宇野薫と対戦し、0-3の判定負けを喫した。
2011年11月6日、シュートボクシング初出場となったSHOOT the SHOOTO 2011で鈴木博昭と対戦し、0-3の判定負けを喫した。

### Road to UFC: Japan
2015年、リアリティ番組「Road to UFC: Japan」に参加。ジョシュ・バーネット率いるチーム・バーネットに所属。フェザー級トーナメント1回戦でハルク大城と対戦し、パウンドでTKO勝ち。準決勝で石原夜叉坊と対戦し、1-2の判定負けを喫した。

### RIZIN
2015年12月29日、RIZINの旗揚げ興行であるRIZIN FIGHTING WORLD GRAND-PRIX 2015 さいたま3DAYSに出場し、K-1ファイターのHIROYAとK-1ルールで対戦し、2Rまでは拮抗した試合だったが3R KO負けを喫した。
2017年10月15日、RIZIN FIGHTING WORLD GRAND-PRIX 2017 1st ROUND -秋の陣-（RIZIN.7）に出場し、K-1王者のアンディ・サワーと対戦し、3-0の判定勝ちを収めた。
2019年9月1日、ONE Japan Series: Road to Centuryでクレベル・コイケと対戦し、ダースチョークで一本負け。

## 人物・エピソード
- ノーガードの構えとフェイントから繰り出される打撃を武器とする変則ファイター[5]。
- 独学で描く絵画が趣味[6]。修斗の試合会場のロビーで絵画の展示会が開催されたこともある[7]。
- リングネームのウィッキーは猿の鳴き声に由来し、「スタンド時の構えが猿の動きに似ているから」という理由でシューティングジム横浜会長の川口健次によってつけられた。
- ファイトスタイルと絵画が趣味であることから、CAGE FORCEでは暴発アーティストのニックネームで呼ばれ、また、リングネームとその動きから、DREAMでは格闘猿のニックネームで呼ばれた。
- 体には自分がデザインしたタトゥーが彫られている[5][6]。トランクスのデザインも自分で手がけている[6]。

## 戦績

### プロ総合格闘技
| 総合格闘技 戦績 | 総合格闘技 戦績 | 総合格闘技 戦績 | 総合格闘技 戦績 | 総合格闘技 戦績 | 総合格闘技 戦績 | 総合格闘技 戦績 |
| --------------- | --------------- | --------------- | --------------- | --------------- | --------------- | --------------- |
| 25 試合         | (T)KO           | 一本            | 判定            | その他          | 引き分け        | 無効試合        |
| 14 勝           | 5               | 0               | 9               | 0               | 1               | 0               |
| 10 敗           | 0               | 1               | 9               | 0               | 1               | 0               |

| 勝敗 | 対戦相手                   | 試合結果                            | 大会名                                                                                        | 開催年月日     |
| ×    | SASUKE                     | 5分3R終了 判定0-3                   | PROFESSIONAL SHOOTO 2020 Vol.3                                                                | 2020年5月31日  |
| ×    | クレベル・コイケ           | 1R 2:25 ダースチョーク              | ONE Japan Series: Road to Century                                                             | 2019年9月1日   |
| ○    | アンディ・サワー           | 2R（10分/5分）終了 判定3-0          | RIZIN FIGHTING WORLD GRAND-PRIX 2017 1st ROUND -秋の陣-                                       | 2017年10月15日 |
| ○    | 高橋遼伍                   | 5分3R終了 判定3-0                   | 修斗 2014年第4戦                                                                              | 2014年5月4日   |
| ○    | 大澤茂樹                   | 5分3R終了 判定2-1                   | VTJ 3rd                                                                                       | 2013年10月5日  |
| ×    | 根津優太                   | 5分3R終了 判定0-3                   | VTJ 2nd                                                                                       | 2013年6月22日  |
| ×    | 宇野薫                     | 2R（10分/5分）終了 判定0-3          | DREAM JAPAN GP -2011バンタム級日本トーナメント-                                               | 2011年5月29日  |
| ×    | 石田光洋                   | 2R（10分/5分）終了 判定1-2          | DREAM.16                                                                                      | 2010年9月25日  |
| ○    | 所英男                     | 1R 2:51 TKO（右フック→パウンド）    | DREAM.14                                                                                      | 2010年5月29日  |
| ×    | グスタヴォ・ファルシローリ | 5分3R終了 判定0-2                   | Shooto Australia: Superfight Australia 6                                                      | 2009年7月10日  |
| ○    | 太田拓己                   | 5分2R終了 判定3-0                   | "修斗伝承 ROAD TO 20th ANNIVERSARY FINAL"                                                     | 2009年5月10日  |
| ×    | エイブル・カラム           | 2R（10分/5分）終了 判定0-3          | DREAM.7 フェザー級グランプリ2009 開幕戦 【フェザー級グランプリ 1回戦】                        | 2009年3月8日   |
| ×    | 星野勇二                   | 5分3R終了 判定0-3                   | CAGE FORCE 09 【フェザー級王座決定トーナメント 決勝】                                         | 2008年12月6日  |
| ○    | 孫煌進                     | 5分3R終了 判定3-0                   | CAGE FORCE 08 【フェザー級王座決定トーナメント 準決勝】                                       | 2008年9月27日  |
| ○    | マテウス・ラーデスマキ     | 3R 2:17 TKO（バックマウントパンチ） | "修斗伝承 02" ROAD TO 20th ANNIVERSARY                                                        | 2008年7月18日  |
| ○    | キム・ジョンマン           | 1R 2:43 KO（右フック→パウンド）     | CAGE FORCE EX -eastern bound- 【フェザー級王座決定トーナメント 1回戦】                        | 2008年2月11日  |
| △    | ジョー・カマチョ           | 5分3R終了 判定1-1                   | Shooto Americas The Arrival: This is Shooto                                                   | 2007年8月11日  |
| ○    | 門脇英基                   | 5分3R終了 判定2-1                   | 修斗 BACK TO OUR ROOTS 02                                                                     | 2007年3月16日  |
| ×    | 田村彰敏                   | 5分3R終了 判定0-3                   | 修斗                                                                                          | 2006年12月2日  |
| ○    | 石澤大介                   | 5分2R終了 判定2-0                   | 修斗 【新人王決定トーナメント ライト級 決勝】                                                 | 2006年10月14日 |
| ○    | 井上雄史                   | 5分2R終了 判定3-0                   | 修斗 下北沢修斗劇場第15弾 〜シューティングスター〜 【新人王決定トーナメント ライト級 準決勝】 | 2006年7月30日  |
| ○    | 谷口智則                   | 5分2R終了 判定2-0                   | 修斗 下北沢修斗劇場第14弾 〜'06 巣立ち〜 【新人王決定トーナメント ライト級 1回戦】            | 2006年3月3日   |
| ×    | 粕谷さかえ                 | 5分2R終了 判定0-2                   | 修斗                                                                                          | 2005年11月6日  |
| ○    | 中村浩士                   | 2R 3:57 TKO（右ストレート）         | 修斗                                                                                          | 2005年5月29日  |
| ○    | 佐藤武士                   | 1R 0:39 KO（パンチ）                | CLUB DEEP 長南祭り                                                                            | 2004年10月3日  |

### アマチュア総合格闘技
| 勝敗 | 対戦相手 | 試合結果                | 大会名                                                   | 開催年月日    |
| ×    | 金山康宏 | 4分1R終了 ポイント20-21 | 第11回全日本アマチュア修斗選手権大会 【ライト級 準決勝】 | 2004年9月20日 |
| ○    | 高橋孝輔 | 4分1R終了 ポイント25-20 | 第11回全日本アマチュア修斗選手権大会 【ライト級 2回戦】  | 2004年9月20日 |
| ○    | 細江勇志 | 4分1R終了 ポイント20-15 | 第11回全日本アマチュア修斗選手権大会 【ライト級 1回戦】  | 2004年9月20日 |

### キックボクシング
| 勝敗 | 対戦相手           | 試合結果               | 大会名                                             | 開催年月日     |
| ×    | HIROYA             | 3R 1:20 KO（右フック） | RIZIN FIGHTING WORLD GRAND-PRIX 2015 さいたま3DAYS | 2015年12月29日 |
| ×    | モサブ・アムラーニ | 3R終了 判定0-3         | S-cup世界トーナメント2014 65㎏1回戦                | 2014年11月30日 |
| ×    | 小見川道大         | 延長1R終了 判定0-3     | S-cup2013 65kg日本トーナメント準決勝               | 2013年11月16日 |
| ○    | MASAYA             | 3R終了 判定3-0         | S-cup2013 65kg日本トーナメント1回戦                | 2013年11月16日 |
| ×    | 鈴木博昭           | 3R終了 判定0-3         | SHOOT the SHOOTO 2011                              | 2011年11月6日  |
| △    | 大和哲也           | 3R終了 判定0-1         | Dynamite!! 〜勇気のチカラ2010〜                    | 2010年12月31日 |

## 獲得タイトル
- 修斗ライト級新人王（2006年）